# Piekielnik (dopływ Kamiennej)
Piekielnik (niem. Höllen Floss) – potok, prawy dopływ Kamiennej.
Potok płynie w Sudetach Zachodnich w północno-zachodniej części Karkonoszy, w północno-zachodniej części Pogórza Karkonoskiego. Jego źródła znajdują się na wschód od Michałowic. Płynie na północ, dość stromo, wcinając się głęboką doliną pomiędzy Młynikiem na wschodzie a Piechowicką Górą na zachodzie. Uchodzi do Kamiennej w środkowej części Piechowic.
Płynie po granicie i jego zwietrzelinie. Zlewnia Piekielnika porośnięta jest górnoreglowymi lasami świerkowymi. W dolnym biegu, przed ujściem potok przecina żółty szlak turystyczny z Piechowic na Grzybowiec.